# Puits de Jacob
Ne doit pas être confondu avec Communauté du Puits de Jacob.
Le puits de Jacob est un puits profond donné par Jacob aux Samaritains et évoqué dans la Bible, au chapitre 4 de l'Évangile selon Jean qui relate la rencontre de Jésus avec Photine, une Samaritaine. Ne pas confondre ce puits avec celui où Jacob rencontre sa future femme Rachel.
Ce puits est situé à Sychar une ville de Samarie près du champ de Shechem ou Sichem (aujourd'hui Naplouse) acquis par Jacob aux fils de Hamor, le père de Sichem, puis donné à son fils Joseph dont les ossements y sont enterrés et devenu ensuite la propriété de ses fils par héritage.
Le site de ce qui serait le tombeau de Joseph est occupé par l'église Sainte-Photine-la-Samaritaine, construite dans les années 1860 par le patriarcat grec orthodoxe, sur les ruines d'une église byzantine détruite lors de la révolte samaritaine de 529, elle-même remplacée par une église croisée ruinée au Moyen-Âge.

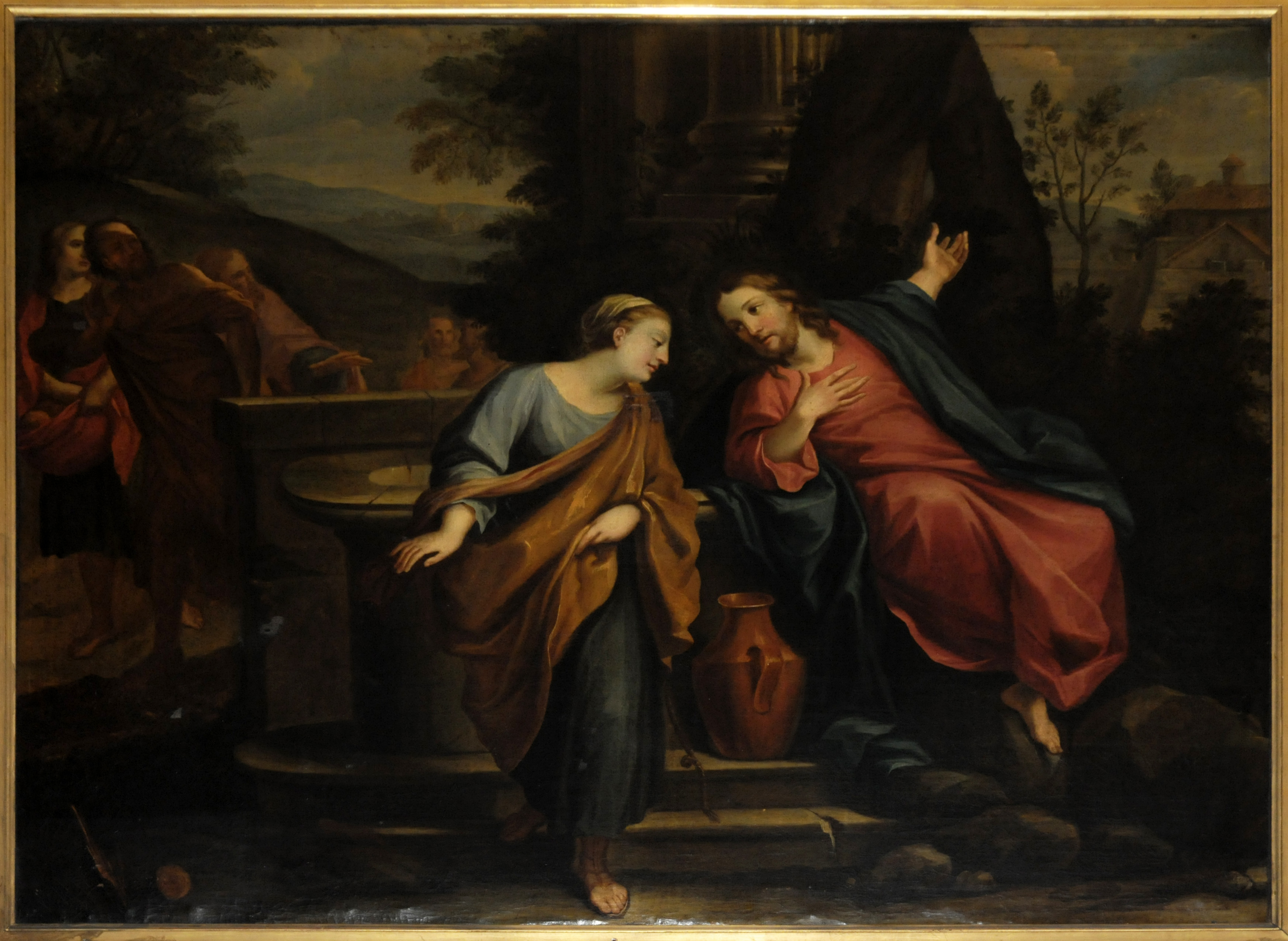
Le Christ et la Samaritaine, école française du XVIIe siècle, église Saint-Leu-Saint-Gilles, Paris.